# Penstemon roseus
Penstemon roseus är en grobladsväxtart som först beskrevs av Robert Sweet, och fick sitt nu gällande namn av George Don jr. Penstemon roseus ingår i släktet penstemoner, och familjen grobladsväxter. Inga underarter finns listade i Catalogue of Life.